# Leopardleguan
Leopardleguan (Gambelia wislizenii) är en ödleart som beskrevs av Baird och Girard, 1852. Leopardleguan ingår i släktet Gambelia, och familjen Crotaphytidae. IUCN kategoriserar arten globalt som livskraftig.
Leopardleguan förekommer i USA (sydöstra Oregon, södra Idaho, Nevada, Utah, Arizona, västra och södra New Mexico, västra Texas, sydöstra Kalifornien och Mexiko (Baja California, nordvästra Sonora, nordöstra Chihuahua, nordöstra Durango, Coahuila).
Dess habitat är öken- och halvökenområden med spridda buskar och annan låg vegetation, speciellt sådana områden med övergivna gnagarhålor.

## Taxonomi
Leopardleguan fördes i tidig systematik till släktet Crotaphytus, och ett synonymt vetenskaplig namn är Crotaphytus wislizenii. Båda de två andra arterna i släktet Gambelia, alltså Gambelia copeii och  Gambelia sila, har tidigare räknats som underarter till den.
The Reptile Database listar för närvarande tre underarter:
- G. w. maculosus
- G. w. punctata
- G. w. wislizenii

McGuire (1996) påpekade att nominatformen visar bred överlappning gentemot övriga former och att en mönsterteckning som hos nominatformen förekommer sporadiskt över hela artens utbredningsområde, och föreslog synonymisering av punctata och maculosus med C. wislizenii, och C. wislizenii som monotypisk.
En undersökning baserad på mtDNA av Orange et al. (1999) identifierade två huvudklader, en västlig (Mojaveöknen, Great Basin, Coloradoplatån) och en östlig (Chihuahuans ökenområden). En tredje mer divergent linje med okänd geografisk spridning representerades av en haplotyp från sydvästra Arizona.